# Martijn Kardol
Martijn Kardol (Barneveld, 10 juli 1989) is een Nederlandse cabaretier en columnist.
Kardol vertrok op zijn 18e naar Londen waar hij een jaar verbleef en in een jazzclub werkte. Terug in Nederland schreef hij zich in bij de Koningstheateracademie in Den Bosch, maar hij besloot uiteindelijk om sociologie te gaan studeren aan de Universiteit van Amsterdam. Tijdens de studie deed Kardol ervaring op in comedy-clubs. Kardol werd aangenomen bij BNN en stopte met zijn studie.
In 2015 won hij de Juryprijs, de Persoonlijkheidsprijs en de Publieksprijs van het Groninger Studenten Cabaret Festival. Een jaar later won hij zowel de Jury- als de Publieksprijs van het Leids Cabaret Festival. Zijn debuutprogramma ‘Bang’ werd in 2018 genomineerd voor de Neerlands Hoop. Hij was 2 jaar lang iedere maandagochtend te horen met een column in de ochtendshow van Domien Verschuuren op NPO 3FM. In de zomer van 2018 was hij naast Martijn Koning en Soundos el Ahmadi een van de gezichten van de Comedy Central Roasts. Sinds september 2018 is hij de huiscomedian van RTL Late Night met Twan Huys op RTL 4 in zijn eigen rubriek ‘Martijn zegt Sorry’.

## Televisie
- RTL Late Night met Twan Huys
- Comedy Central Roasts

## Prijzen
- Jury-, Publieks- en Persoonlijkheidsprijs Groninger Studenten Cabaret Festival 2015
- Jury- en Publieksprijs Leids Cabaret Festival 2016
- Nominatie Neerlands Hoop 2018

## Voorstellingen
| Seizoen    | Voorstelling   |
| ---------- | -------------- |
| 2017-2019  | Bang           |
| 2019-2021  | Welkom         |
| 2021-2023  | De situatie    |
| 2023-2024  | Ver van je bed |
| 2024-heden | Fris           |